# Dilophus obscuripennis
Dilophus obscuripennis är en tvåvingeart som beskrevs av Lundstrom 1913. Dilophus obscuripennis ingår i släktet Dilophus och familjen hårmyggor. Inga underarter finns listade i Catalogue of Life.